# Canon EOS 550D
Die Canon EOS 550D (in Japan EOS Kiss X4, in Nordamerika EOS Rebel T2i) ist eine digitale Spiegelreflex-Kamera des japanischen Herstellers Canon, die im März 2010 in den Markt eingeführt wurde. Sie wird nicht mehr produziert.

## Technische Merkmale
Die Kamera besitzt einen Bildsensor mit einer Auflösung von 18-Megapixel (5184 × 3456). Es sind Reihenaufnahmen mit bis zu 3,7 Bildern in der Sekunde und Videoaufnahmen in einer Auflösung von 1080p mit bis zu 30 Bildern pro Sekunde möglich. Das 3"-Display im 3:2-Format kann die aufgenommenen Bilder darstellen und bietet eine Auflösung von 720 × 480 Pixel (345.600 Pixel).
Es gibt einen Anschluss für ein Stereo-Mikrofon, die Unterstützung von HDMI-CEC und SDXC und eine Belichtungskorrektur in fünf Stufen. Der maximal gewollte Belichtungsindex im Automatik-Modus kann als ISO-Wert eingestellt werden.
Die Kamera besitzt folgende weitere Merkmale:
- Belichtungsindex von ISO 100 bis ISO 12.800
- Autofokus im Live-View-Modus
- 9-Punkt-Autofokus (Mittlerer AF-Punkt mit Kreuzsensor)
- 3,0″-LCD (1.040.000 Subpixel) 3:2 Format
- 3,7 Bilder/Sekunde
- iFCL-AE-Messsystem
- HDMI™-Anschluss
- EOS Integrated Cleaning System
- Videomodus: Full HD 1.920 × 1.080 (29,97, 25, 23,976 B/s); 1.280 × 720 (59,94, 50 B/s); 640 × 480 (59,94, 50 B/s)
- 14-Bit-A/D-Wandler
- Kompatibel mit allen EF/EF-S-Objektiven und EX-Speedlite-Blitzgeräten
- DIGIC-4-Prozessor